# Shax
Shax (Chax, Scox), prema demonologiji, četrdeset i četvrti duh Goecije koji vlada nad 30 legija. Ima titulu vojvode i markiza u paklu. Pojavljuje se u obliku grlice s grubim, hrapavim glasom. Uzrokuje sljepoću, gluhoću i nedostatak razumijevanja zadanih naredbi. Krade novac, konje i druge stvari, a zna lokaciju skrivenih stvari.
Prizivač se mora zaštititi tako što će ga pri dozivanju zatočiti unutar magičnog trokuta, jer je lažljivac i bez toga neće iskreno odgovarati na postavljena pitanja.